# Sud Bonnevoie
Sud Bonnevoie (en francès: Bonnevoie-Sud; en luxemburguès: Bouneweg-Süd) un dels 24 barris de la ciutat de Luxemburg. El 2012 tenia 11.749 habitants.
Està situat al sud-est i sud de la ciutat. És un dels barris més populosos de la ciutat i forma part d'ell una gran minoria portuguesa. També hi ha una cafeteria Benfica i un centre cultural portuguès.
El Football Club Aris Bonnevoie era un club de futbol que va existir fins al a 2001, ara és part del Racing FC Union Luxembourg mitjançant dues fusions successives.